# Maria Hemelvaartkerk (Nispen)
De Maria Hemelvaartkerk is een kerkgebouw in Nispen in de gemeente Roosendaal in de Nederlandse provincie Noord-Brabant. De kerk staat aan Kerkplein 1. Ten oosten van de kerk ligt het kerkhof, ten noordoosten ligt het Openluchttheater Nispen.
De kerk is gewijd aan Maria Hemelvaart.

## Geschiedenis
Rond het jaar 1000 stond er in Nispen reeds een kerkje.
Waarschijnlijk rond 1427 werd dit oude kerkje vervangen door een nieuw kerkgebouw.
In 1583 werd dit kerkgebouw door rondtrekkende soldaten in brand gestoken.
Rond 1615 kreeg het dorp een nieuwe kerk.
In 1648 ging deze katholieke kerk over aan de hervormden.
Na 1797 werd de kerk van de hervormden met de katholieken gedeeld als simultaankerk met op de grens van het schip met een koor een wand. In 1828 konden de katholieken de gehele kerk weer gebruiken.
In 1930 werd er een nieuw kerkgebouw gebouwd en werd de oude bouwvallige kerk gesloopt. Daarbij bleef de oude kerktoren behouden. Het ontwerp van het nieuwe kerkgebouw was van de architecten Joseph Cuypers en Pierre Cuypers jr.
In de Tweede Wereldoorlog werd de kerk zwaar beschadigd en in oktober 1944 werd kerktoren van de kerk verwoest. De kerk werd hersteld en de toren werd in 1958 opnieuw opgebouwd op de plaats van de oude toren.

## Opbouw
Het georiënteerde bakstenen kerkgebouw bestaat uit een westtoren die voor de kerk naast de lengteas staat, een driebeukig schip met vijf traveeën in basilicale opstand en een koor van een travee met smallere vijfzijdige koorsluiting. De toren is vierkant en wordt gedekt door een achtzijdige spits. Het middenschip wordt gedekt door een zadeldak, het koor onder een zadeldak met verlaagde noklijn en de zijbeuken onder lessenaarsdaken.